# Premio Flaiano per il teatro
Il Premio Flaiano per il teatro è un riconoscimento assegnato nell'ambito del Premio Flaiano dal 1974, ad autori, registi, attori, critici e operatori nell'ambito delle produzioni teatrali.

## Albo d'oro
Di seguito i vincitori dalla prima edizione del 1974.

### Anni 1970-1979

#### Premio all'autore
- 1974 - Mario Pomilio per il testo teatrale Il quinto evangelista compreso come appendice del romanzo Il quinto evangelio
- 1975 - Giorgio Fontanelli per Un incontro sulle scale, Enzo Mauri per Calendimaggio e Franco Timitilli per Il bianco, il nero e i grigi...
- 1977 - Silvano Ambrogi per Il portiere e Nello Saito per La speranza
- 1978 - Fortunato Pasqualino per La danza del filosofo
- 1979 - Luciano Codignola per Fa male, il teatro

### Anni 1980-1989

#### Premio all'autore
- 1980 - Giuseppe Cassieri per Un asino al patibolo
- 1981 - Stefano Satta Flores per Grandiosa svendita di fine stagione
- 1982 - Gian Marco Montesano per É autunno, signora
- 1983 - Gina Lagorio per Raccontami quella del Flic
- 1984 - Franco Cuomo per Una notte di Casanova
- 1985 - Mario Angelo Ponchia per Carnevale veneziano
- 1986 - Marina Magaldi e Claudia Poggiani per I suoi uomini
- 1987 - Turi Vasile per Una famiglia patriarcale
- 1988 - Ghigo De Chiara per Eleonora, ultima notte a Pittsburg
- 1989 - Vico Faggi per Marina: commiato

#### Premio per la regia
- 1982 - Giuseppe Patroni Griffi per Tradimento

#### Premio per l'interpretazione
- 1981 - Umberto Orsini per Servo di scena di Ronald Harwood, regia di Gabriele Lavia[2]
- 1982 - Alida Valli per La Venexiana di anonimo
- 1983 - Valeria Moriconi per Emma B. vedova Giocasta di Alberto Savinio[3]
- 1984 - Paola Mannoni per Fedra di Racine regia di Luca Ronconi[4]
- 1985 - Mariangela Melato per Vestire gli ignudi di Luigi Pirandello, regia di Giancarlo Sep[5]
- 1986 - Vittorio Gassman per Affabulazione di Pier Paolo Pasolini, regia di Vittorio Gassman[6]
- 1987 - Anna Proclemer per Conversazione galante di Franco Brusati, regia di Mario Missiroli[7]
- 1988 - Ugo Pagliai per Domino di Marcel Achard, regia di Luigi Squarzina[8]
- 1989 - Elisabetta Pozzi per il complesso dell'opera

#### Premio per la critica teatrale
- 1982 - Domenico Danzuso

### Anni 1990-1999

#### Premio all'autore
- 1990 - Leopoldo Trieste per Capriccio in La minore
- 1991 - Giorgio Serafini per La coscienza di Hamlet
- 1992 - Maura Del Serra Fabbri per Il figlio
- 1993 - Renato Giordano e Carlo Tritto per Alle donne piacciono le canzoni d'amore
- 1994 - Bruno Enrico Longhini per Menus plaisirs, Carlo Maria Pensa per La piscina nel cortile, Luca Viganò per Gli astanti, elegia della paura, Daniele Ruzzier e Santino Spinelli per Due volte morto
- 1995 - Giorgio Pressburger per Le tre madri, Silvio Fiore per Libere stanze e Francesca Satta Flores per Il gioco del silenzio
- 1996 - Vittorio Schiraldi per Una vita in prestito, Antonio Turi per La convocazione e Giordano Raggi per Sa razza
- 1997 - Oreste D'Ippolito per Il furto
- 1998 - Giacomo Carbone per Regine
- 1999 - Viviana Salvati per Venus fly trap

#### Premio per la regia
- 1997 - Giulio Bosetti per Se no i xe mati no li volemo di Gino Rocca[9] e Massimo Castri per il complesso dell'opera
- 1998 - Giancarlo Sepe per il complesso dell'opera
- 1999 - Antonio Calenda per il complesso dell'opera

#### Premio per l'interpretazione
- 1990 - Franca Nuti
- 1991 - Rossella Falk e Aroldo Tieri per il complesso dell'opera
- 1992 - Lucilla Morlacchi per Le serve di Jean Genet regia di Massimo Castri[10] e Renato De Carmine per il complesso dell'opera
- 1993 - Ottavia Piccolo per Pazza di Tom Topor e Mariano Rigillo per il complesso dell'opera
- 1994 - Micaela Esdra per La signorina Else di Arthur Schnitzler regia di Walter Pagliaro[11] e Roberto Herlitzka per Prometeo incatenato di Eschilo regia di Antonio Calenda[12]
- 1995 - Andrea Jonasson per il complesso dell'opera, Delia Boccardo per Re Lear di William Shakespeare regia di Luca Ronconi[13], Massimo Popolizio per Sturm und drang di Friedrich Maximilian Klinger, Re Lear di William Shakespeare e Verso Peer Gynt di Henrik Ibsen regie di Luca Ronconi[13][14]
- 1996 - Anna Maria Guarnieri e Massimo De Francovich per Verso Peer Gynt di Henrik Ibsen regia di Luca Ronconi[14]
- 1997 - Giulio Bosetti per Se no i xe mati no li volemo di Gino Rocca[9]
- 1998 - Monica Guerritore per Scene da un matrimonio di Ingmar Bergman regia di Gabriele Lavia[15] e Marco Paolini per Il racconto del Vajont di Marco Paolini e Gabriele Vacis
- 1999 - Mariangela D'Abbraccio per Sei personaggi in cerca d'autore di Luigi Pirandello regia di Giuseppe Patroni Griffi[16] e Massimo Ranieri per il complesso dell'opera

#### Premio alla carriera
- 1990 - Gabriele Ferzetti
- 1992 - Tino Carraro
- 1993 - Irene Papas e Giorgio Albertazzi
- 1994 - Vittorio Gassman, Franca Valeri, Orazio Costa Giovangigli e Giancarlo Sbragia
- 1995 - Ernesto Calindri e Giorgio Strehler
- 1996 - Luca Ronconi, Mohammed Driss e Paolo Poli
- 1997 - Giuliana Lojodice e Ferruccio Soleri
- 1998 - Giulia Lazzarini e Glauco Mauri
- 1999 - Adriana Asti e Mario Scaccia

#### Premio speciale
- 1995 - Ferruccio Marotti per la promozione della cultura teatrale

### Anni 2000-2009

#### Premio all'autore
- 2000 - Gianni Guardigli per Le luci di Algeri, Alessandro Trigona Occhipinti per Tempi moderni e Luciano Colavero per Ultima corsa
- 2001 - Luca De Bei per Tutto il resto del mondo e Giorgio Serafini Prosperi per La notte di Natale
- 2002 - Federico Gabriele Bertozzi per Malus comunis, Mario Gelardi per Malamadre e Roberto Gamberini per Affabulazione delle sere perse
- 2003 - Antonella Sparacia per Il palcoscenico, Elena Verna per L'ombra del padre e Leonardo Petrillo per The Looking Glass
- 2004 - Elio Forcella per Linea B, Patrizio Cigliano per Apollo 2000, Maria Francesca De Stefanis per L'ultima parola è dei pavoni e Stefano Massini per Quel che resta del mio giorno
- 2005 - Piero Dattola per Il signor cugino, Valerio D'Annunzio per Iter, Guido Nahum per Questa tua vita di un solo giorno
- 2006 - Sergio Pierattini per Il raggio bianco, Andrea Maria Brunetti per Malamore

#### Premio per la regia
- 2001 - Armando Pugliese per Masaniello di Elvio Porta e Armando Pugliese
- 2002 - Francesco Tavassi per Maria Stuarda di Dacia Maraini
- 2003 - Tony Servillo per Sabato, domenica e lunedì di Eduardo De Filippo
- 2004 - Giuseppe Emiliani per Il servitore di due padroni di Carlo Goldoni e Don Giovanni o Il convitato di pietra di Molière
- 2005 - Pier Paolo Sepe per Venditori di anime di Alberto Bassetti e Buca di sabbia di Michal Walczak
- 2008 - Marco Sciaccaluga per L'agente segreto di Joseph Conrad
- 2009 - Cesare Lievi per La badante di Cesare Lievi

#### Premio per l'interpretazione
- 2000 - Maddalena Crippa e Gigi Proietti per Dialoghi platonici adattamento di Vincenzo Cerami regia di Gigi Proietti[17]
- 2001 - Sergio Castellitto per Zorro. Un eremita sul marciapiede di Margaret Mazzantini regia di Sergio Castellitto[18] e Maria Paiato per La strana coppia di Neil Simon regia di Gino Zampieri[19] e La spiaggia di Cesare Pavese regia di Luca De Bei[20]
- 2002 - Paolo Ferrari per Classe di ferro di Aldo Nicolaj regia di Francesco Macedonio[21] e Angela Pagano per Persone naturali e strafottenti di Giuseppe Patroni Griffi regia di Luigi Melchionna[22]
- 2003 - Roberto Herlitzka per Danza macabra di Thomas Bernhard regia di Teresa Pedroni[23] e Lighea di Giuseppe Tomasi di Lampedusa regia di Ruggero Cappuccio[24], Elisabetta Pozzi per Maria Stuarda di Dacia Maraini regia di Francesco Tavassi[25]
- 2004 - Gioele Dix per Edipo.com di Gioele Dix regia di Sergio Fantoni[26], Laura Marinoni per L'opera da tre soldi di Bertolt Brecht regia di Pietro Carriglio[27]
- 2005 - Marco Foschi
- 2006 - Isabella Ferrari per Due partite di Cristina Comencini regia di Cristina Comencini[28] e Ascanio Celestini per La pecora nera - Elogio funebre del manicomio elettrico di Ascanio Celestini regia di Ascanio Celestini[29]
- 2007 - Paola Quattrini per Un tram che si chiama Desiderio di Tennessee Williams regia di Lorenzo Salveti[30], Luca Barbareschi per Il sogno del principe di Salina - L'ultimo Gattopardo ispirato agli appunti e lettere di Giuseppe Tomasi di Lampedusa regia di Andrea Battistini[31] e Christian De Sica per Parlami di me di Maurizio Costanzo ed Enrico Vaime regia di Marco Mattolini
- 2008 - Manuela Mandracchia per Ritter, Dene, Voss di Thomas Bernhard regia di Piero Maccarinelli[32], Alessandro Gassmann per La parola ai giurati di Reginald Rose regia di Alessandro Gassmann[33] e Chiara Noschese per Il giorno della tartaruga di Garinei e Giovannini regia di Saverio Marconi[34]
- 2009 - Lucilla Morlacchi per Il dubbio di John Patrick Shanley adattato da Margaret Mazzantini regia di Sergio Castellitto[35], Franco Branciaroli per Don Chisciotte di Miguel de Cervantes regia di Franco Branciaroli[36] e Arturo Brachetti per Gran varietà Brachetti di Arturo Brachetti regia di Arturo Brachetti

#### Premio per il musical
- 2004 - Serena Autieri per Vacanze romane di Dalton Trumbo regia di Luigi Russo[37]
- 2006 - Enzo Iacchetti per The Producers di Mel Brooks regia di Saverio Marconi[38]

#### Premio alla carriera
- 2000 - Dario Fo, Franca Rame e Maurizio Scaparro
- 2001 - Jérôme Savary, Anna Proclemer, Carlo Giuffrè e Turi Ferro (alla memoria)
- 2002 - Benno Besson, Ivo Chiesa, Sergio Fantoni e Bianca Toccafondi
- 2003 - Arnoldo Foà e Valeria Moriconi
- 2004 - Valeria Valeri e Gabriele Ferzetti
- 2005 - Mariangela Melato
- 2006 - Isa Danieli
- 2007 - Milena Vukotic e Gabriele Lavia
- 2008 - Franca Nuti
- 2009 - Anna Maria Guarnieri

#### Premio per la critica teatrale
- 2000 - Masolino d'Amico
- 2001 - Aggeo Savioli
- 2002 - Renato Palazzi
- 2003 - Osvaldo Guerrieri
- 2004 - Gastone Geron

#### Premio speciale
- 2002 - Sandro Damiani
- 2003 - Giuseppe Perrone
- 2004 - Maurizio Scaparro e Mickal Docekal
- 2009 - Manuele Morgese per l'interpretazione in Il caso Dorian Gray

### Anni 2010-2019

#### Premio per la regia
- 2011 - Tonino Calenda per Cercando Picasso di Tonino Calenda
- 2012 - Francesco Macedonio per Gin Game di D.I. Coburn
- 2013 - Mario Martone per La serata a Colono di Elsa Morante
- 2014 - Elio De Capitani per Morte di un commesso viaggiatore di Arthur Miller
- 2016 - Alessio Boni per I duellanti di Joseph Conrad
- 2017 - Valter Malosti per Venere in pelliccia di Leopold von Sacher-Masoch
- 2018 - Federico Tiezzi per Antigone di Sofocle
- 2019 - Gabriele Lavia per I giganti della montagna di Luigi Pirandello e Jacopo Gassmann per Il ragazzo dell'ultimo banco di Juan Mayorga

#### Premio per l'interpretazione
- 2010 - Paola Pitagora per Honour di Joanna Murray-Smith regia di Franco Però[39] e Semi d'acciaio di Leonardo Petrillo, Giancarlo Brancale e Angela Di Noto regia di Leonardo Petrillo[40], Leo Gullotta per Il piacere dell'onestà di Luigi Pirandello regia di Leo Gullotta[41]
- 2011 - Patrizia Milani per Precarie età di Maurizio Donadoni regia di Cristina Pezzoli[42], Riccardo Scamarcio per Romeo e Giulietta di William Shakespeare regia di Valerio Binasco[43] e Giuseppe Battiston per 18000 giorni - Il pitone di Andrea Bajani regia di Alfonso Santagata[44]
- 2012 - Lucrezia Lante della Rovere per Malamore di Concita De Gregorio regia di Francesco Zecca[45] e Alessandro Gassmann per Roman e il suo cucciolo di Reinaldo Povod regia di Alessandro Gassmann[46]
- 2013 - Roberto Sturno per Serata Beckett regia di Glauco Mauri e Roberto Sturno[47]
- 2014 - Milena Vukotic per C come Chanel di Valeria Moretti regia di Roberto Piana[48] e Vincenzo Salemme per Il diavolo custode di Vincenzo Salemme regia di Vincenzo Salemme[49]
- 2015 - Marina Massironi per La scuola di Domenico Starnone regia di Daniele Luchetti[50]
- 2016 - Alessio Boni per I duellanti di Joseph Conrad regia di Alessio Boni[51]
- 2017 - Sabrina Impacciatore per Venere in pelliccia di Leopold von Sacher-Masoch regia di Valter Malosti e Geppy Gleijeses per Filumena Marturano di Eduardo De Filippo regia di Liliana Cavani[52]
- 2018 - Ennio Fantastichini per Re Lear di William Shakespeare regia di Giorgio Barberio Corsetti[53] ed Elena Sofia Ricci per Vetri rotti di Arthur Miller regia di Armando Pugliese[54]

#### Premio per la regia del musical
- 2014 - Massimo Romeo Piparo per Jesus Christ Superstar di Andrew Lloyd Webber e Tim Rice[55]

#### Premio per il musical
- 2012 - Cesare Bocci e Massimo Ghini per Il vizietto di Jean Poiret regia di Massimo Romeo Piparo[56]
- 2013 - Giampiero Ingrassia per Frankenstein Jr. di Mel Brooks e Gene Wilder regia di Saverio Marconi[57]
- 2014 - Feysal Bonciani per Jesus Christ Superstar di Andrew Lloyd Webber e Tim Rice regia di Massimo Romeo Piparo[55]
- 2015 - Alessandro Frola per Billy Elliot the Musical di Lee Hall regia di Massimo Romeo Piparo[58]
- 2016 - Manuel Frattini premio speciale
- 2017 - Giò Di Tonno per Notre-Dame de Paris di Luc Plamondon e Riccardo Cocciante regia di Gilles Maheu
- 2018 - Massimo Romeo Piparo, Paolo Conticini, Sabrina Marciano, Sergio Múñiz e Luca Ward per Mamma Mia! di Björn Ulvaeus regia di Massimo Romeo Piparo[59]
- 2019 - Lillo per School of Rock di Glenn Slater e Andrew Lloyd Webber regia di Massimo Romeo Piparo[60]

#### Premio attore rivelazione
- 2015 - Lino Guanciale

#### Premio alla carriera
- 2010 - Giuseppe Pambieri
- 2011 - Mariano Rigillo
- 2012 - Carlo Cecchi
- 2013 - Luca Ronconi
- 2014 - Luca De Filippo
- 2015 - Anna Mazzamauro
- 2017 - Renato Carpentieri
- 2019 - Piera Degli Esposti, Massimo De Francovich

#### Premio speciale
- 2010 - Furio Bordon
- 2013 - Federica Di Martino per Kramer contro Kramer di Avery Corman regia di Patrick Rossi Gastaldi[61]
- 2018 - Ottavia Fusco per La strana coppia di Neil Simon regia di Antonio Mastellone[62]
- 2019 - Antonello Avallone per il rilancio del Teatro Flaiano di Roma e Alessio Esposito

### Anni 2020-2029

#### Premio per la regia
- 2020 - Valerio Binasco per Rumori fuori scena di Michael Frayn
- 2022 - Krzysztof Zanussi per L'odore di Rocco Familiari
- 2023 - Filippo Dini per Il crogiuolo di Arthur Miller
- 2024 - Leonardo Lidi per Zio Vanja di Anton Čechov

#### Premi per l'interpretazione
- 2020 - Giulia Lazzarini per Arsenico e vecchi merletti di Joseph Kesselring regia di Geppy Gleijeses[63] e Daniele Pecci per Un tram che si chiama Desiderio di Tennessee Williams regia di Pier Luigi Pizzi[64]
- 2022 - Emanuele Salce per Diario di un inadeguato di Emanuele Salce, regia di Giuseppe Marini[65] e Donatella Finocchiaro per Il filo di mezzogiorno di Goliarda Sapienza, regia di Mario Martone[66]
- 2023 - Graziano Piazza  per Edipo re di Sofocle, regia di Robert Carsen[67] e Lucia Mascino per Ghiaccio di Bryony Lavery, regia di Filippo Dini[68]
- 2024 - Paolo Rossi per Questa sera si recita a soggetto di Luigi Pirandello, regia di Paolo Rossi e Lara Sansone per La festa di Montevergine, regia di Lara Sansone.

#### Premio per il musical
- 2020 - Lorella Cuccarini per Rapunzel e la Regina di ghiaccio di Maurizio Colombi, regia di Maurizio Colombi[69]
- 2022 - Gianluca Guidi per Aggiungi un posto a tavola di Garinei e Giovannini
- 2023 - Red Canzian per Casanova OperaPop regia di Emanuele Gamba[70]
- 2024 - Chiara Noschese per Chicago

#### Premio alla carriera
- 2020 - Paola Quattrini ed Edoardo Siravo
- 2021 - Laura Marinoni e Remo Girone
- 2022 - Pier Luigi Pizzi
- 2024 - Francesca Benedetti

#### Premio speciale
- 2020 - Alessandro Longobardi direttore del Teatro Brancaccio di Roma, per il grande lavoro di produzione di importanti musical
- 2023 - Virginia Raffaele
- 2024 - Teresa Mannino e Carmen Sepede

#### Premio speciale miglio attrice
- 2024 - Anna Della Rosa per Antonio e Cleopatra, regia di Valter Malosti